# La Bruffière
La Bruffière é uma comuna francesa na região administrativa da Pays de la Loire, no departamento de Vendéia. Estende-se por uma área de 40,42 km². Em 2010 a comuna tinha 4 032 habitantes (densidade: 99,8 hab./km²).